# Giuseppe Romagnoli
Giuseppe Romagnoli (Bologna, 14 dicembre 1872 – Roma, 7 marzo 1966) è stato un medaglista e scultore italiano.

## Biografia

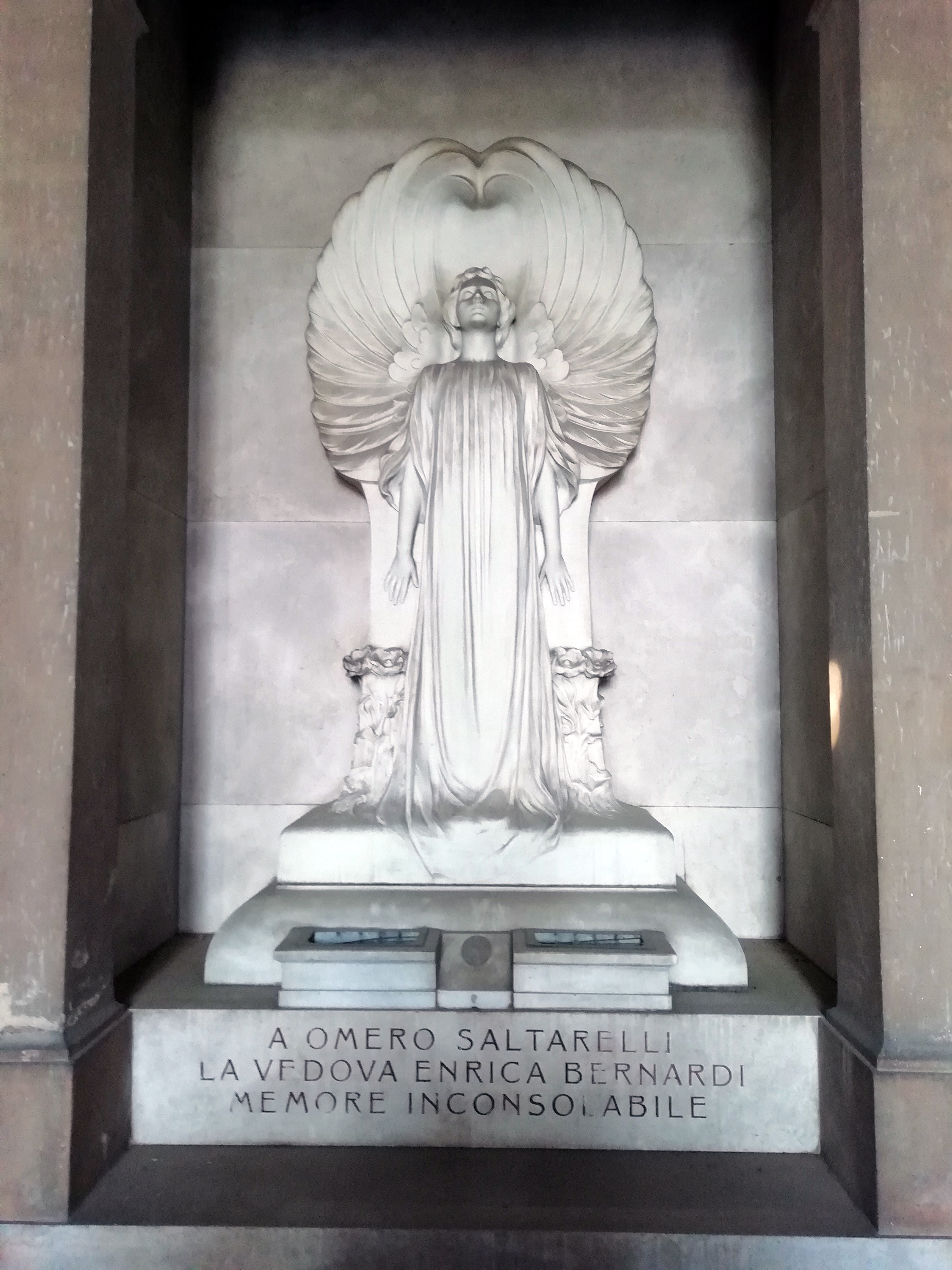
Dettaglio della tomba Saltarelli nella Certosa di Bologna.

Frequentò dal 1885 il Collegio Venturoli a Bologna, dove seguì gli insegnamenti del pittore Luigi Serra e del decoratore Alfredo Tartarini. Proseguì i propri studi presso l'Accademia di Belle Arti di Bologna, frequentando i corsi di Enrico Barberi e interessandosi di scultura e medaglisitica.
Nel 1898 entrò nella società Æmilia Ars su invito del restauratore e letterato Alfonso Rubbiani. Nello stesso anno partecipò all'Esposizione generale italiana a Torino e, successivamente, a diverse edizioni della Biennale di Venezia.
Nel 1900 realizzò in stile simbolista la cella Saltarelli, nel Cimitero Monumentale della Certosa di Bologna. Nel 1902 partecipò all'Esposizione Internazionale d'Arte Decorativa Moderna, a Torino. Nel 1905, nell'ambito degli interventi di restauro della basilica di San Francesco a Bologna, realizzò un busto in terracotta di San Tommaso e una lastra tombale per conto della marchesa Emma Paladini. Romagnoli si dedicò successivamente ad altre opere funerarie, realizzando nel 1907 la tomba Guizzardi e nel 1908 la cella Albertoni in stile floreale, entrambe nel Cimitero Monumentale di Bologna. Realizzò anche diversi busti celebrativi commissionati dall'amministrazione bolognese e collocati nei palazzi pubblici cittadini.
Nel 1900 si trasferì a Roma, dove collaborò con Ettore Ximenes e Giulio Aristide Sartorio; nel 1908 realizzò la statua della Gloria per il Vittoriano che sarebbe stato inaugurato poi nel 1911. Nel 1911 vince il secondo concorso bandito dal governo federale svizzero per un monumento all’"Unione internazionale dei telegrafi" da erigersi a Berna. Sempre nel 1911 entrò a far parte dell'Accademia di San Luca.
Dal 1909 al 1954 diresse la Scuola di Medaglia dell'Istituto Poligrafico e Zecca dello Stato. Dal 1918 al suo pensionamento, realizzò varie monete della lira e per conto dell'Amministrazione fiduciaria italiana della Somalia (AFIS).
Morì a Roma nel 1966 a 94 anni d'età.

## Fonti
- Giuseppe Romagnoli su Numismatica Italiana
- Giuseppe Romagnoli sul sito della Certosa di Bologna